# 쐐기수
쐐기수 또는 스페닉 수(Sphenic number)는 서로 다른 세 개의 소수(素數)의 곱으로 이루어진 수다.

## 쐐기수의 예
어떤 자연수가 서로 다른 3개의 소수 {\displaystyle p,q,r}의 곱으로 이루어져 있고({\displaystyle pqr}), 제곱 인수가 없는 것이 쐐기수다.
200보다 작은 쐐기수는 다음과 같다. (OEIS의 수열 A007304)
30, 42, 66, 70, 78, 102, 105, 110, 114, 130, 138, 154, 165, 170, 174, 182, 186, 190, 195, …

## 관련 성질
- 홀수 쐐기수

1000보다 작은 쐐기수 중 홀수 쐐기수, 즉 2를 제외한 서로 다른 3개의 소수의 곱으로 이루어진 수는 다음과 같다. (OEIS의 수열 A046389)
105, 165, 195, 231, 255, 273, 285, 345, 357, 385, 399, 429, 435, 455, 465, 483, 555, 561, 595, 609, 615, 627, 645, 651, 663, 665, 705, 715, 741, 759, 777, 795, 805, 861, 885, 897, 903, 915, 935, 957, 969, 987, …

## 같이 보기
- 반소수